# Crucifix de la collection Corsi du Maestro del crocifisso Corsi
Le Crucifix de la collection Corsi du Maestro del crocifisso Corsi   est un crucifix peint a tempera et or sur panneau de bois, réalisé au Trecento, à l'origine de l'attribution de nom de convention au Maestro del crocifisso Corsi.

## Histoire
Le crucifix initialement dans la collection Corsi fut analysé par Richard Offner en 1931. Il servit de base stylistique pour l'attribution d'autres œuvres à ce Maître anonyme.
Signalé en 2003 à Venise, il était (en 2014) dans une collection privée florentine, et aprés (en 2022) il est entré dans les collections de la Galerie de l'Académie de Florence.

## Description
Le crucifix peint est conforme aux représentations monumentales du Christ en croix de l'époque post-giottesque, à savoir le Christ mort sur la croix en position dolens (souffrant) : 
- le corps tombant,
- le ventre proéminent débordant sur le haut du périzonium,
- la tête aux yeux clos penchée touchant l'épaule,
- les côtes saillantes,
- les plaies sanguinolentes,
- les pieds superposés.

Les scènes latérales des tabelloni ont disparu, détachées de l'original.
Des ornementations seuls subsistent le panneau doré des flancs du Christ à motifs géométriques.